# Figli
Figli es una película italiana de 2020 dirigida por Giuseppe Bonito. El guion fue escrito por Mattia Torre, basado en su monólogo I figli invecchiano, interpretado por Valerio Mastandrea, protagonista del filme junto a Paola Cortellesi. Mattia Torre, fallecido en 2019 antes del inicio del rodaje, le había confiado la dirección a Bonito, que había sido su asistente de dirección en la serie de televisión Boris. La película llegó a los cines italianos el 23 de enero de 2020.

## Trama
Nicola y Sara son una pareja enamorada y feliz; han estado casados por un tiempo, tienen una hija de seis años y una vida que transcurre sin problemas. Pero lo que comenzó como un dulce cuento de hadas romántico se convierte en una verdadera pesadilla con la llegada de Pietro, el segundo hijo de la pareja. Lo que parecía una familia promedio perfecta comienza a mostrar los primeros desequilibrios y los dos cónyuges se encontrarán chocando con lo inesperado. Comienzan a surgir viejos rencores, insatisfacciones que ya no se pueden ocultar y el desacuerdo más leve parece ser motivo de disputa. La única salvación parece ser una niñera, pero la búsqueda es ardua y encontrar una que les convenga parece una tarea titánica. Entre los niños que lloran, los gritos y las tareas domésticas acumuladas, Sara y Nicola tendrán que aprender a manejar la situación y enfrentar los problemas de la pareja.

## Reparto
- Valerio Mastandrea - Nicola
- Paola Cortellesi - Sara
- Stefano Fresi - Amigo periodista de Nicola
- Andrea Sartoretti - Padre millonario
- Fabio Traversa - Sacerdote que insulta al padre separado
- Paolo Calabresi - Padre con muchos hijos
- Valerio Aprea - Padre separado
- Massimo De Lorenzo - Cliente de Nicola y Luca
- Carlo De Ruggieri - Luca, colega de Nicola.
- Betti Pedrazzi - Angela, madre de Sara.
- Sara Pantaleo - Camarera del bistró Macondo